# Gabrielle Falloppio
Gabriele Falloppio (1523–1562), 

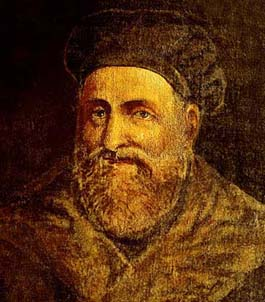
Gabrielle Falloppio

Znany też jako Fallopius (łacińska wersja) był lekarzem oraz jednym z największych badaczy ludzkiej anatomii. Urodził się w Modenie we Włoszech w 1523 r. a zmarł 9 października 1562 r. w Padwie. Pochodził z biednej rodziny szlacheckiej. 
Finansowe trudności zmusiły go do wstąpienia do seminarium. W 1542 r. został kanonikiem w katedrze modeńskiej. Następnie studiował medycynę na uniwersytecie w Ferrarze, w tym czasie jednej z najlepszych uczelni medycznych w Europie. Po osiągnięciu stopnia naukowego pracował w różnych szkołach lekarskich i został w końcu profesorem anatomii w Ferrarze w 1548 r.
Następnego roku wezwano go na uniwersytet w Pizie wtedy największej włoskiej uczelni. W 1551 r. Falloppio został zaproszony przez Kosmę Medyceusza wielkiego księcia Toskanii aby objął stanowisko na wydziale anatomii i chirurgii na Uniwersytecie w Padwie. Był tam także profesorem botaniki i nadzorcą ogrodu botanicznego. Mimo tego że zmarł nie ukończywszy nawet 40 lat odcisnął swoje piętno na anatomii po wsze czasy.
Okres, w którym żył Falloppio był czasem niezwykłego rozkwitu medycyny. To wtedy działali m.in.:Vesalius, Bartolomeo Eustachi i Realdo Colombo (po którym Falloppio objął katedrę medycyny w Padwie). 
Badania Falloppia dotyczyły głównie badań czaszki. Opisał też ucho wewnętrzne wraz z błoną bębenkową i szkieletem kostnym, w którym jest osadzona. Zbadał połączenie pomiędzy uchem środkowym a uchem wewnętrznym. Opisał położenie i budowę zatok sitowych, kanały łzowe. Wniósł także duży wkład do badań nad kośćmi i mięśniami. Badał układ rozrodczy męski i żeński. Studiował organy rozrodcze obu płci, i opisał jajowód (przewód Falloppia), który biegnie od jajnika do macicy i był nazwany od jego nazwiska.
W swoich czasach był uważany za autorytet w dziedzinie ludzkiej seksualności. Pisał m.in. na temat syfilisu i opowiadał się za używaniem prezerwatyw. Zapoczątkował pierwsze próby z użyciem prezerwatyw i uchodzi za ich twórcę. Falloppio interesował się także terapeutyką.
Napisał traktaty m.in. o leczeniu w wodach termalnych, o prostych środkach przeczyszczających i o komponowaniu leków. Żadne z tych prac poza "Anatomią" (Wenecja - 1561 r.) nie zostało opublikowane za jego życia. Wiadomości o nich czerpiemy głównie z manuskryptów i notatek jego studentów, które zostały wydane przez Volchera Coitera w Norymberdze w 1575 r.